# Liste der denkmalgeschützten Objekte in Hirslanden
Die Liste der denkmalgeschützten Objekte in Hirslanden enthält alle denkmalgeschützten Objekte in dem Stadtteil Hirslanden der Stadt Zürich im Kanton Zürich.
Die Einteilung erfolgt nach dem Schweizerischen Inventar der Kulturgüter von nationaler und regionaler Bedeutung. Die national bedeutenden Kulturgüter (A-Objekte) sind auf dem Stand von 2011, die regional bedeutenden (B-Objekte) auf dem Stand von 2009 und die lokal bedeutenden (C-Objekte) auf dem Stand von 2009.

## Verzeichnis der Kulturgüter
| Foto | Objektbezeichnung                     | Kat. | Typ     | Baujahr           | Adresse                               | Koordinaten |
| ---- | ------------------------------------- | ---- | ------- | ----------------- | ------------------------------------- | ----------- |
|      | Ehemalige Krankenanstalt Theodosianum | C    | Bauwerk | 1897/1907/1911    | Asylstrasse 13, Jupiterstrasse 42     |             |
|      | Atelier Böcklin                       | C    | Bauwerk | 1885              | Böcklinstrasse 17                     |             |
|      | Villa                                 | C    | Bauwerk | 1900              | Böcklinstrasse 19                     |             |
|      | Wohnhaus                              | C    | Bauwerk | 18. Jahrh.        | Drahtzugstrasse 39                    |             |
|      | Doppelwohnhaus                        | C    | Bauwerk | 18. Jahrh. Ende   | Drahtzugstrasse 51–53                 |             |
|      | Geschäfts- und Mehrfamilienhäuser     | C    | Bauwerk | 1917–1922         | Forchstrasse 109–113, Hedwigstrasse 2 |             |
|      | Schulhaus Hirslanden                  | C    | Bauwerk | 1829              | Forchstrasse 217                      |             |
|      | Mühle Hirslanden                      | C    | Bauwerk | 1532              | Forchstrasse 244–248                  |             |
|      | Wohnhausgruppe                        | C    | Bauwerk | 17. Jahrh.        | Hammerstrasse 54 a–c                  |             |
|      | Wohnhaus                              | C    | Bauwerk | 16./17. Jahrh.    | Hegibachstrasse 84                    |             |
|      | Wohnhäuser                            | C    | Bauwerk | 16./17. Jahrh.    | Hegibachstrasse 128+130               |             |
|      | Villa Hagmann                         | C    | Bauwerk | 1930              | Hegibachstrasse 131                   |             |
|      | Doppeleinfamilienhaus                 | C    | Bauwerk | 1910              | Jupiterstrasse 12–14                  |             |
|      | ehemaliges Bauernhaus                 | C    | Bauwerk | 18. Jahrh.        | Kapfsteig 31                          |             |
|      | Einfamilienhaus-Kolonie im Kapf       | C    | Bauwerk | 1912              | Kapfstrasse 16                        |             |
|      | Wohnsiedlung                          | C    | Bauwerk | 1921–26           | Klusdörfli 12                         |             |
|      | Haus im Holz                          | C    | Bauwerk | 1929              | Klusstrasse 50                        |             |
|      | Wohnhaus                              | C    | Bauwerk | 18. Jahrh. Beginn | Wasersteig 25                         |             |
|      | Wohnhaus                              | C    | Bauwerk | 1910              | Waserstrasse 24                       |             |